# Huis met de Pelikaan
Het Huis met de Pelikaan is een monumentaal pand aan het Onze Lieve Vrouweplein in de Nederlandse stad Maastricht.

## Geschiedenis

### Bouw
Het pand werd in 1905 gebouwd als bankgebouw in opdracht van de Geldersche Credietvereniging. Het ontwerp van de Haagse architect Jo Limburg (1864-1945) heeft kenmerken vanuit de art nouveau en het berlagianisme. Later ontwierp hij voor de Credietvereniging filialen in Groningen, Nijmegen en Heerlen. Beeldhouwer J.C. Altorf verzorgde het beeldhouwwerk aan het pand, waaronder de pelikaan in de topgevel. Glazenier J.W. Gips was verantwoordelijk voor het glas-in-loodwerk in interieur en exterieur.

### Gebruik
De Geldersche Credietvereniging ging in 1936 op in de Nederlandsche Handel-Maatschappij, dat na een fusie met de Twentsche Bank in 1964 de naam Algemene Bank Nederland (ABN) kreeg. In 1975 verkocht de ABN het pand aan kunsthandelaar Jacques van Rijn. Hij bewoonde de bovenverdieping en gebruikte de benedenverdieping voor zijn kunsthandel en organisatie van de Pictura Fine Art Fair, voorloper van de TEFAF.
In 1981 werd het gebouw aangekocht door de gemeente Maastricht en kreeg het European Institute of Public Administration (EIPA) onderdak in het pand. Sinds haar oprichting in 1986 is ook het Europees Centrum voor Ontwikkelingsmanagement (ECDPM) in het pand gevestigd; het EIPA verhuisde later dat jaar naar nieuwbouw. Het ECDPM kocht in 2008 de voormalige bank van de gemeente en liet het pand restaureren. Tevens werd het aantal werkplekken en vergaderruimtes uitgebreid door een bestaande eenlaagse aanbouw in de tuin te vervangen door een tweelaagse. In 2011 werd het gebouw heropend door prins Constantijn en kreeg het de Victor de Stuersprijs, de Maastrichtse architectuur- en monumentenprijs, toegekend.

## Architectuur
Het gebouw heeft een grillige plattegrond en heeft twee (deels drie) bouwlagen onder een zadeldak. De asymmetrische gevel is opgetrokken in Franse zandsteen en Naamse steen en drieledig, een knik in de gevel volgt de flauwe bocht naar de Cortenstraat. De entreepartij bevindt zich in het rechterdeel, dat uitloopt in een topgevel met een reeks venstertjes. Boven de rechthoekige houten deur is een rondboogvormig bovenlicht met glas in lood geplaatst. Het middendeel van de gevel heeft een uitbouw op kraagstenen in de tweede bouwlaag die doorloopt in een balkon in het linker geveldeel. In het dak van het middendeel zijn twee dakkapellen geplaatst.

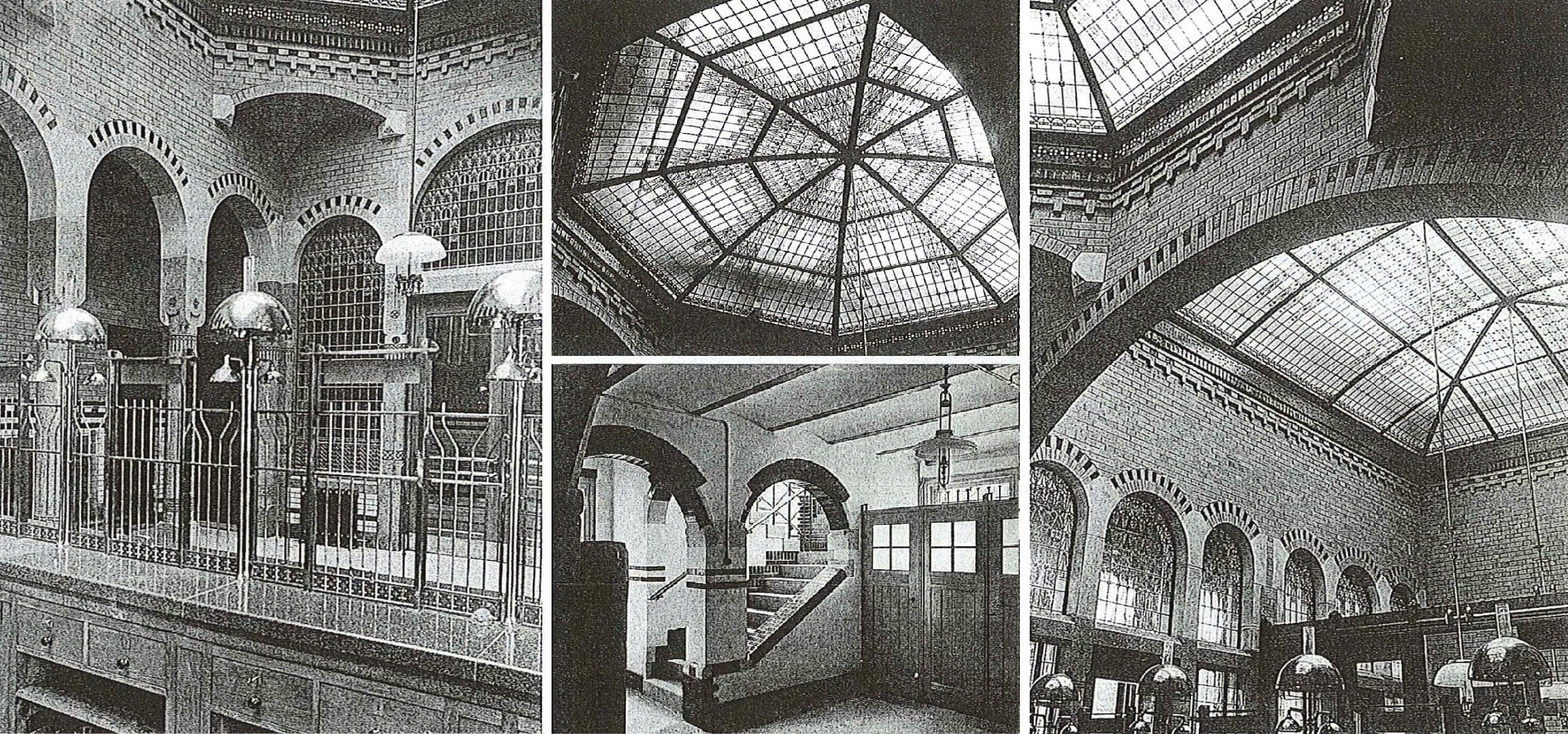
Interieur van de bank ten tijde van de opening, 1905

Ook het linker geveldeel loopt uit in een (afgeschuinde) topgevel met venstertjes. In dit deel is bovendien het meeste beeldhouwwerk aangebracht, dat zowel decoratief als symbolisch is; het wapen van Gelderland verwijst naar de herkomst van de bank. De pelikaan in de top, waaraan het huis haar naam ontleent, is een symbool van (moeder)liefde en opoffering. Gestileerde ramskoppen in de boven het provinciewapen verwijzen naar wilskracht en daadkracht. De olifant naast de entree in het rechterdeel is ontleend aan oosterse symboliek.
Het interieur toont duidelijk de invloed van Berlage. Achter het toegangsportaal bevindt zich de vestibule met een trap naar de centrale hal, die een meter hoger ligt. Deze langgerekte lichthal wordt gekenmerkt door marmeren zuilen, geglazuurde bakstenen en de overweldigende glazen overkapping, bestaande uit een rechthoekige en een ronde lichtkoepel.
De tweelaagse aanbouw in de tuin is in 2011 ontworpen door iNeX architecten. Het bestaat uit een souterrainverdieping van baksteen, grenzend aan een verdiept aangelegde patio, en een daarboven gelegen verdieping die bekleed is met gepatineerd koper.

### Monumentenstatus
Het pand werd in 1997 als rijksmonument opgenomen in het Monumentenregister, het "bezit grote cultuurhistorische waarden als bijzondere uitdrukking van een sociaal-economische en typologische ontwikkeling. Architectuurhistorische waarden ontleent dit pand in zeer hoge mate aan het bijzondere belang voor de geschiedenis van de architectuur, als belangrijk voorbeeld van het oeuvre van architect J. Limburg, wegens de hoogwaardige esthetische kwaliteiten van het ontwerp, het bijzondere materiaalgebruik en de ornamentiek en ten slotte wegens de bijzondere samenhang tussen het exterieur en een groot deel van het interieur."
"Ensemblewaarden ontleend het pand aan de situering aan het Onze Lieve Vrouweplein: een plein dat cultuurhistorisch, architectuurhistorisch en stedenbouwkundig van nationaal belang is. Het pand vormt een onderdeel van het beschermd stadsgezicht Maastricht en daarmee van bijzondere betekenis voor het aanzien van de stad. Het pand is van algemeen belang wegens de architectonische gaafheid van het exterieur en een deel van het interieur en in relatie tot de structurele en visuele gaafheid van de stedelijke omgeving. Het pand is ten slotte van belang wegens de architectuurhistorische en typologische zeldzaamheid."

## Varia
- In 2020 gaf het Maastrichtse architectuurcentrum TOPOS het boek Mijn favoriete gebouw in Maastricht en omgeving uit. Daarin lichtten bekende en minder bekende Maastrichtenaren hun keuze voor een bepaald gebouw toe. Architect Raoul Snelder koos voor het Huis met de Pelikaan, dat hij prees vanwege "de eigenzinnige gevel waarin veel te lezen valt". Snelder beschreef het gebouw als "een soort geslaagde vreemde eend in de bijt van de Maastrichtse architectuur".[8]